# Meurtre de Wadea al-Fayoume
Le 14 octobre 2023, Wadea al-Fayoume (arabe : وديع الفيوم, romanisé : Wadīʿa al-Fayyūm), un garçon palestino-américain (en) de six ans, est tué après avoir reçu 26 coups de couteau dans sa maison à Plainfield Township, dans l'Illinois. Sa mère, Hanan Shaheen, est également poignardée et étranglée, la laissant grièvement blessée. Les autorités décrivent cet assassinat comme un crime de haine motivé par l'islamophobie et l'anti-palestinisme, ainsi qu'une réaction extrémiste à la guerre de Gaza depuis 2023.
Cet assassinat suscite de nombreuses déclarations et condamnations de la part de responsables gouvernementaux et d'organisations. Une collecte de fonds est organisée pour offrir à Shaheen un logement sécurisé, couvrir les frais d'obsèques et d'hospitalisation, et établir une œuvre de charité au nom de Wadea al-Fayoume. Le 17 octobre 2023, une veillée en son honneur est organisée à Plainfield.
Le 28 février 2025, le bailleur de Shaheen, Joseph Czuba, est reconnu coupable d'un chef de meurtre au premier degré, d'un chef de tentative de meurtre, de deux chefs de coups et blessures aggravés, ainsi que de deux chefs de crime de haine. Le 2 mai 2025, il est condamné à une peine totale de 53 ans de prison, répartie comme suit : 30 ans incompressibles pour le meurtre de Wadea al-Fayoume, 20 ans pour la tentative de meurtre de Hanan Shaheen et 3 ans pour crimes de haine. 

## Faits
Selon le bureau du shérif du comté de Will, vers 11 h 30 le 14 octobre 2023, le propriétaire Joseph Czuba frappe à la porte de la maison de Hanaan Shaheen, âgée de 32 ans. Shaheen déclare aux enquêteurs que l'accusé se présente à sa porte, « en colère contre elle à cause de ce qu'il se passait à Jérusalem »,,. Lorsqu’elle ouvre la porte, l'accusé l'étrangle tout en criant : « Vous, les musulmans, devez mourir. »,, Shaheen lui répond : « Donnons une chance à la paix », mais il l'attaque alors avec un couteau. Elle le griffe, parvient à s'échapper jusqu'à la salle de bain et appelle le 9-1-1. Lorsqu'elle en sort, elle trouve son fils de six ans, Wadea al-Fayoume, blessé de multiples coups de couteau. Al-Fayoume et Shaheen sont transportés à l'hôpital. L'enfant est déclaré mort, tandis que sa mère est soignée dans un état critique. Les forces de l'ordre, arrivées sur place, trouvent Czuba assis devant la maison, avec une coupure au visage.

## Enquête judiciaire
Les autorités déclarent que l'attaque est motivée par un extrémisme antimusulman et antipalestinien, dans le contexte de l'escalade du conflit israélo-palestinien en octobre 2023. La femme de Czuba indique que son mari est un auditeur régulier des émissions de radio conservatrices et s'intéresse beaucoup à l'actualité, craignant qu'une « journée nationale du djihad » ne se produise le 13 octobre et que sa locataire Shaheen n'« appelle des amis palestiniens pour venir et leur faire du mal ». Craignant également une panne du réseau électrique et un effondrement du système bancaire américain (en), il retire en secret 1 000 dollars de leur compte en banque le 13 octobre,,,,. Début novembre 2023, la femme de Czuba demande le divorce. 

### Sanctions judiciares
Le 15 octobre 2023, le bureau du shérif du comté de Will annonce que Joseph Czuba est accusé de meurtre au premier degré, de tentative de meurtre au premier degré, de crime de haine (deux chefs d'inculpation), et de coups et blessures aggravés avec une arme létale. Le même jour, le procureur général des États-Unis, Merrick Garland, annonce que le département de la Justice ouvre également une enquête fédérale pour crime de haine liée à l’attaque.
Le 26 octobre 2023, un grand jury du comté de Will inculpe Joseph Czuba de trois chefs de meurtre au premier degré, d'un chef de tentative de meurtre, de deux chefs de coups et blessures aggravés, et de deux chefs de crime de haine. Le 30 octobre 2023, Joseph Czuba plaide non coupable et le juge Dave Carlson décide de son maintien en détention provisoire. 
Le 21 novembre 2023, une plainte pour mort injustifiée est déposée par le père de Wadea al-Fayoume contre Czuba, sa femme et leur société de gestion, affirmant qu'ils « étaient indifférents et n'ont pas su reconnaître une menace et empêcher des blessures corporelles graves ».
Le 24 février 2025, le procès de Joseph Czuba s'ouvre devant le tribunal du comté de Will. Son avocat, George Lenard, plaide l'acquittement. Le 28 février 2025, après moins d'une heure et demi de délibération, un jury populaire le déclare coupable d'un chef de meurtre au premier degré, d'un chef de tentative de meurtre, de deux chefs de coups et blessures aggravés, ainsi que de deux chefs de crime de haine. Le 2 mai 2025, il est condamné à une peine totale de 53 ans de prison, répartie comme suit : 30 ans incompressibles pour le meurtre de Wadea al-Fayoume, 20 ans pour la tentative de meurtre de Hanan Shaheen et 3 ans pour crimes de haine. 

## Réactions
L'attaque suscite de nombreuses déclarations publiques et condamnations, notamment de la part du gouverneur de l'Illinois, J. B. Pritzker, des sénateurs des États-Unis pour l'Illinois, Tammy Duckworth et Dick Durbin, de l'Anti-Defamation League et du Conseil des relations américano-islamiques (en). Le président des États-Unis, Joe Biden, condamne également l'attaque, la qualifiant d'« acte de haine horrible » dans un communiqué public. Il indique que « la famille musulmane palestinienne de l'enfant était venue en Amérique pour y chercher ce que nous cherchons tous : un refuge pour vivre, apprendre et prier en paix »,. Le diocèse catholique romain de Joliet, dans l'Illinois, ainsi que la paroisse St. Mary Immaculate de Plainfield, où l'accusé et sa femme sont paroissiens, publient également des déclarations condamnant l'événement. Le rabbin Brant Rosen (en), de Tzedek Chicago (en), dénonce ce meurtre et exprime sa préoccupation quant au fait que l'attaque résulte de la déshumanisation continue des Palestiniens et des musulmans. Un bénévole de Jewish Voice for Peace, à Chicago, partage des commentaires similaires et met en garde contre la persistance de l'antisémitisme et de l'islamophobie.
L'attaque pousse de nombreux Américano-palestiniens et autres musulmans à annuler leurs projets, à surveiller leur discours et leurs actions, et à s'inquiéter pour leur sécurité et celle de leurs proches.[réf. souhaitée] Une inquiétude semblable se manifeste également chez les Juifs américains, tandis que les mesures de sécurité sont renforcées autour des mosquées et des synagogues à travers le pays.